# Schmidt-Rottluff-Allee

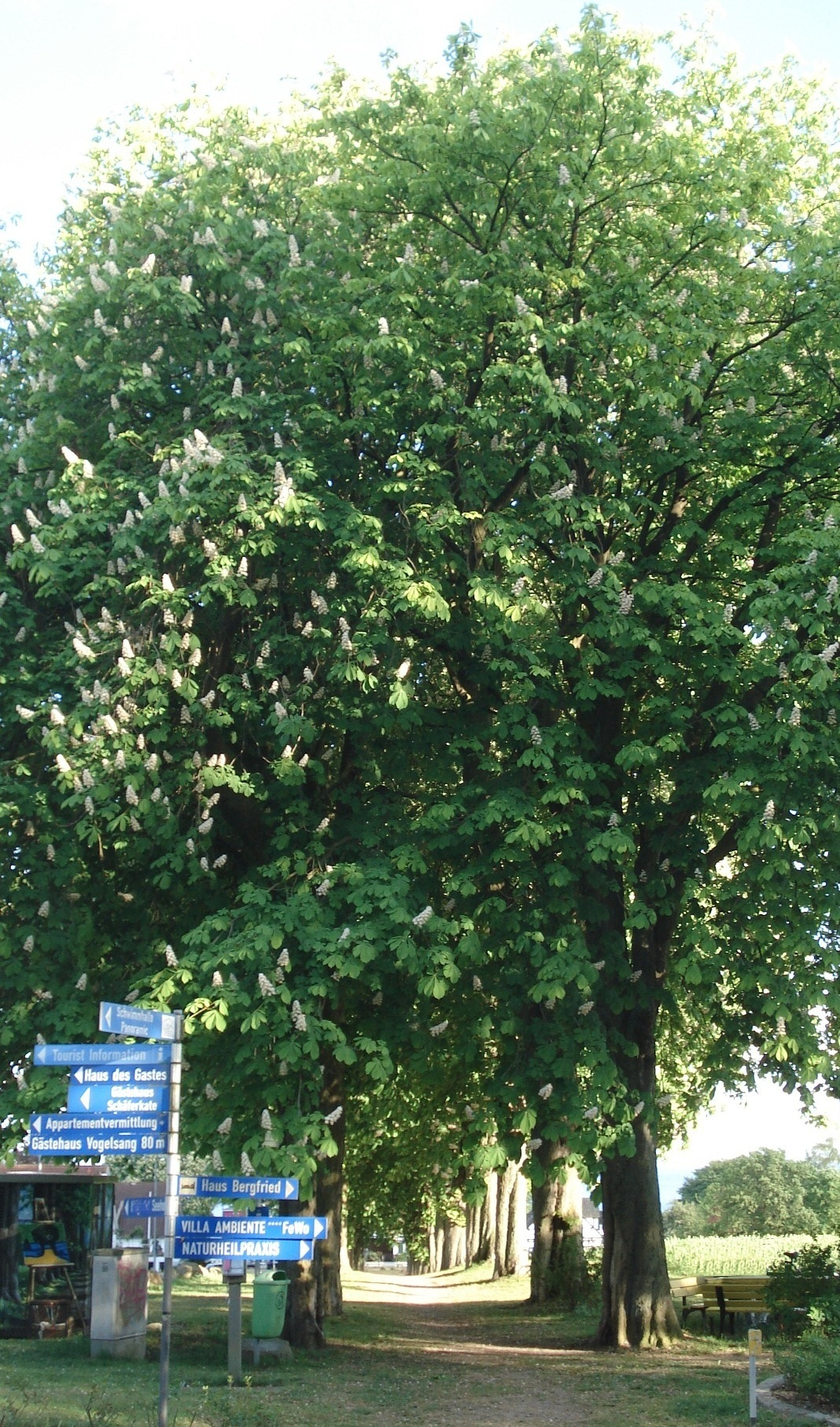
Die Schmidt-Rottluff-Allee (in Sierksdorf)

Die Schmidt-Rottluff-Allee ist eine als Naturdenkmal geschützte Allee von Rosskastanien (Aesculus hippocastanum) in Sierksdorf im Kreis Ostholstein in Schleswig-Holstein.
Ihr Schutz als Naturdenkmal geht darauf zurück, dass der Maler Karl Schmidt-Rottluff (1884–1976) sie 1956 – während eines seiner Sommer-Aufenthalte in Sierksdorf – expressionistisch in dem Bild Seehofallee in Sierksdorf festhielt, wodurch sie bekannt wurde.
Die ca. 150 Meter lange Allee besteht aus zwei Reihen von je 17 Bäumen im Abstand von ca. sieben Metern, die in leicht unregelmäßigem Abstand zueinander stehen. Die Allee verläuft in westnordwestlicher Richtung parallel zur Straße „Am Seehof“, zu dem sie führt.

## Geschichte
Der genaue Zeitpunkt der Pflanzung der Allee ist nicht bekannt; aufgrund der Höhe der Bäume von ca. 12 Metern und dem Durchmesser der Bäume zwischen 0,5 und 0,8 Metern und der Geschichte des Grundstücks wird das Jahr 1900 angenommen.

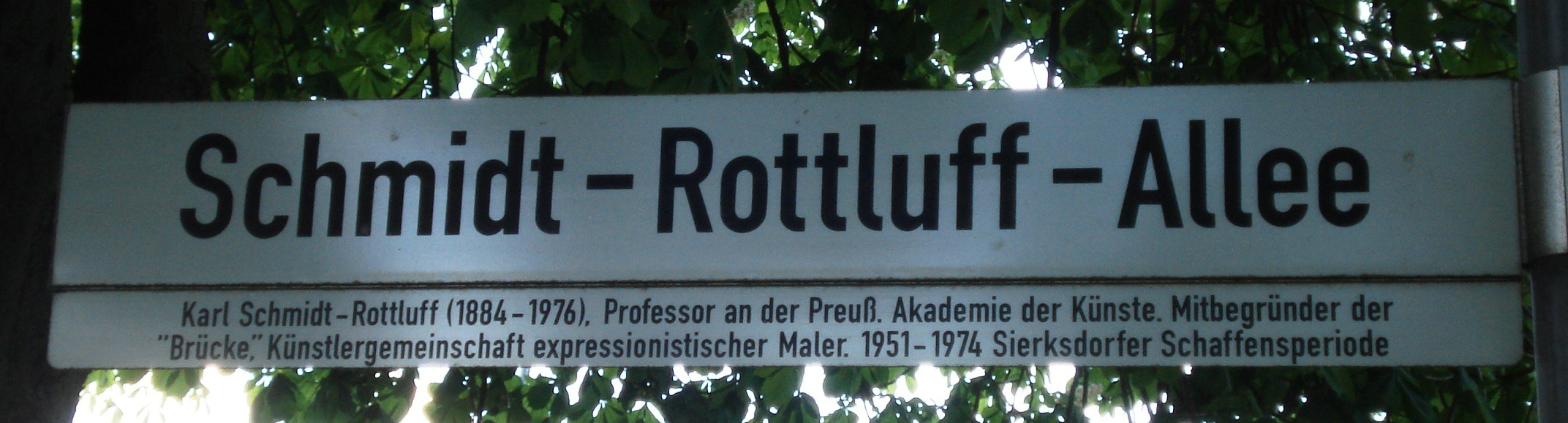
Das Straßenschild „Schmidt-Rottluff-Allee“ (mit Informationstafel)
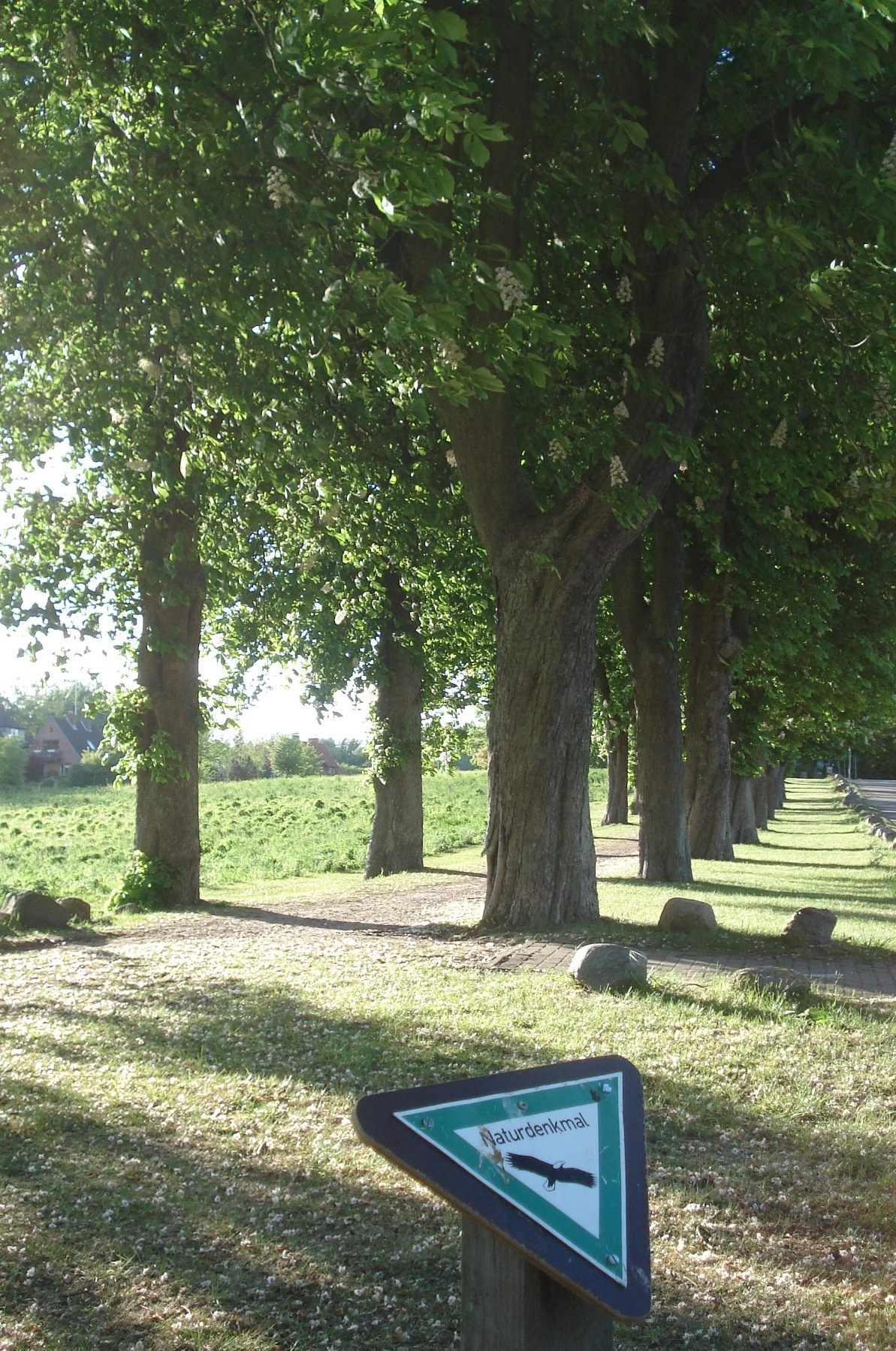
Die Schmidt-Rottluff-Allee in aus West (mit dem Hinweisschild auf den Schutz als Naturdenkmal)
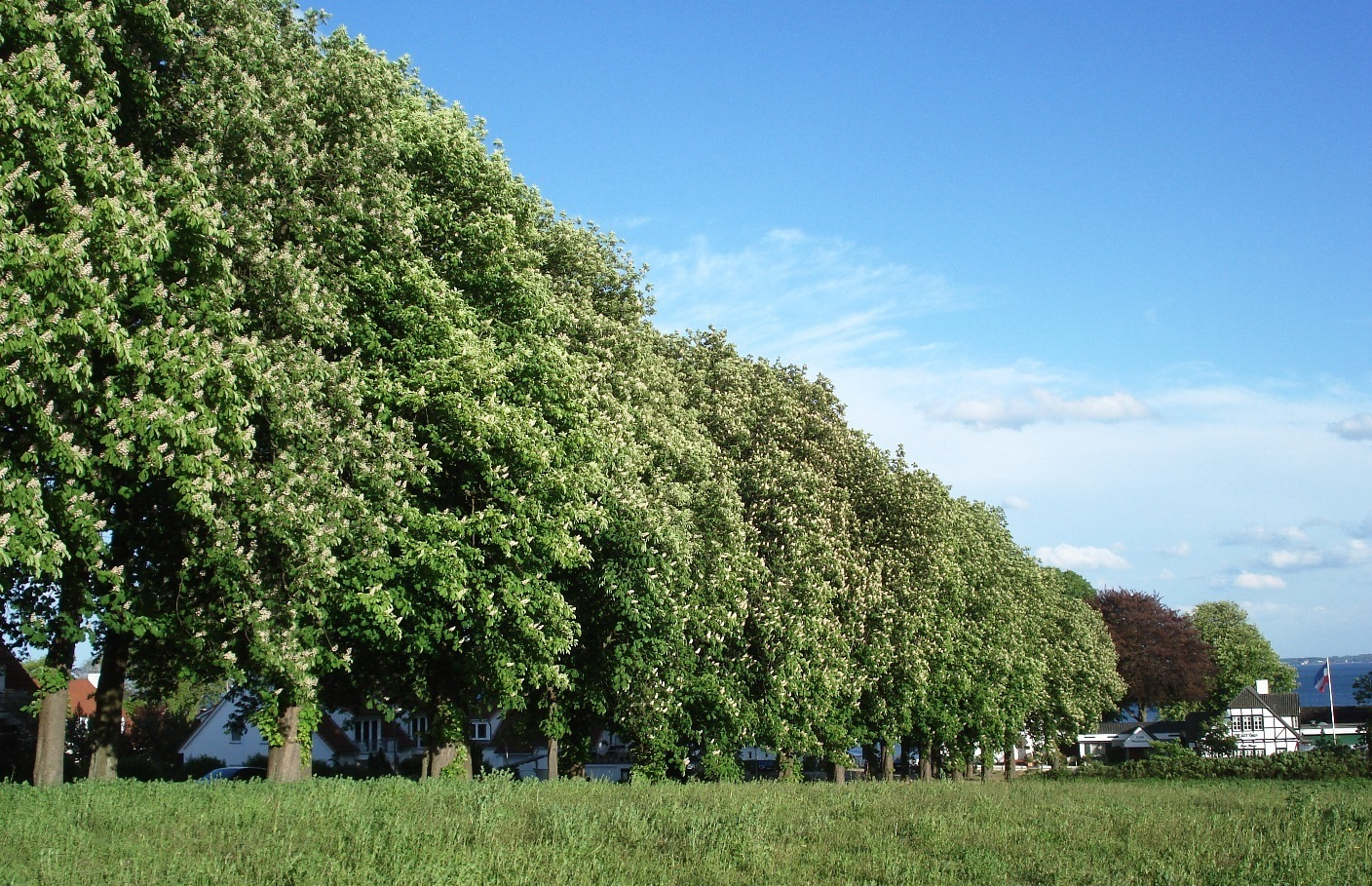
Die Schmidt-Rottluff-Allee in Sierksdorf aus Südwest
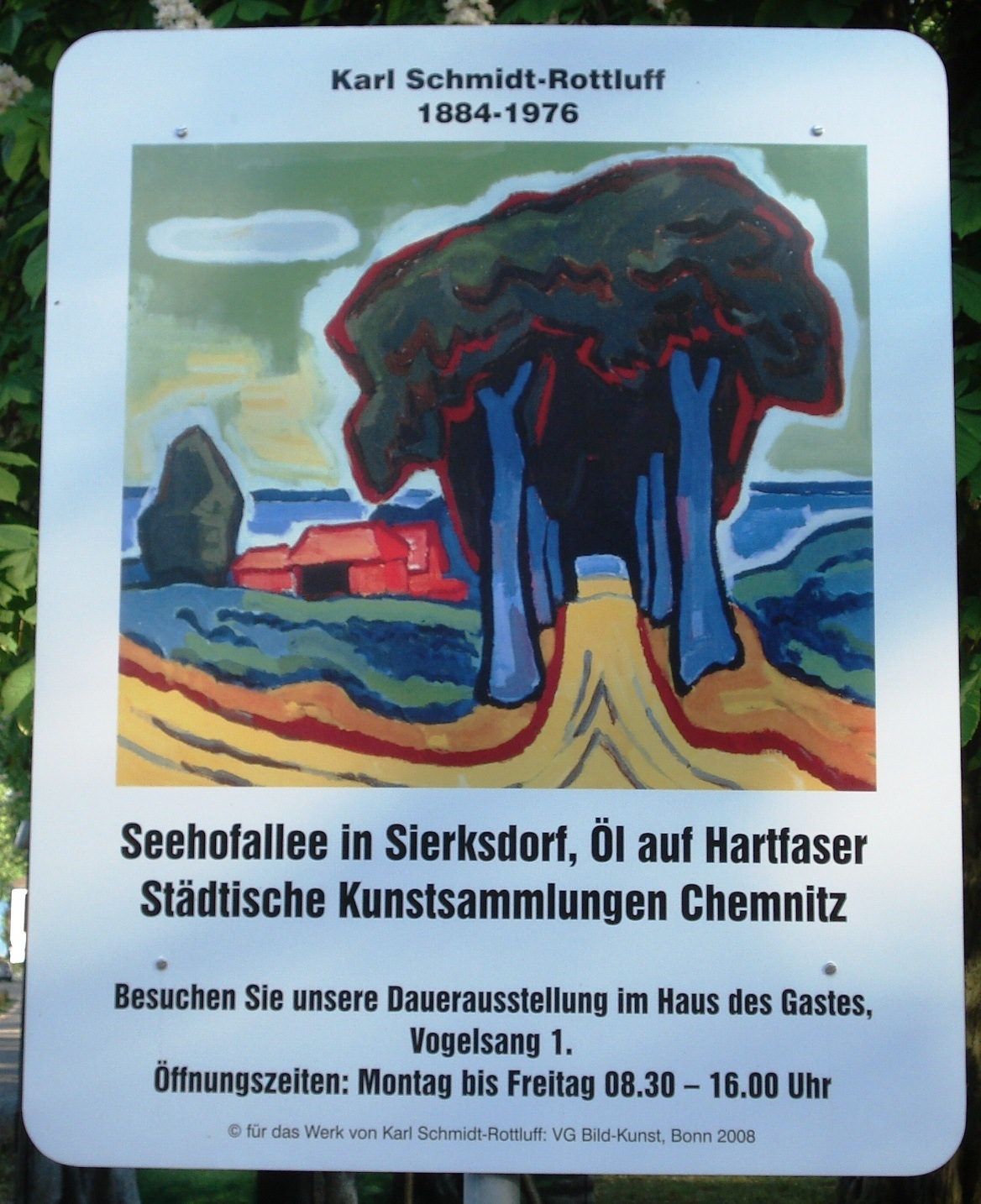
Die Informationstafel an der Schmidt-Rottluff-Allee mit dem Bild „Seehofallee in Sierksdorf“